# Tsamblak Hill
Tsamblak Hill är en kulle i Antarktis. Den ligger i Sydshetlandsöarna. Argentina, Chile och Storbritannien gör anspråk på området. Toppen på Tsamblak Hill är 100 meter över havet.
Terrängen runt Tsamblak Hill är huvudsakligen platt, men österut är den kuperad. Havet är nära Tsamblak Hill västerut. Trakten är obefolkad. Det finns inga samhällen i närheten. 